# Съветска историография
Съветската историография е марксическа историография, повлияна от ленинизма.
Това е школата и начинът,  по които се представя историята и се обясняват историческите събития и факти в Съветския съюз, и в по-малка степен в страните от бившия съветски блок.
Съветската историография се характеризира със строг идеологически контрол и цензура върху дейността на историците и историографските изследвания, съобразно догмите на марксизма, и най-вече тези на ленинизма. Съществена част в съветската историография заема политическата пропаганда на комунизма и съветския обществено-икономически строй и власт.
За най-същественото и важно историческо събитие съветската историография обявява Октомврийската революция, която според нея бележи началото на качествено нова епоха в общественото развитие и историята.